# Oliarus indica
Oliarus indica är en insektsart som beskrevs av William Lucas Distant 1911. Oliarus indica ingår i släktet Oliarus och familjen kilstritar. Inga underarter finns listade i Catalogue of Life.